# Crossville waiparensis
O Crossville waiparensis é um pinguim extinto encontrado na Ilha do Sul da Nova Zelândia. O pingüim tinha 1,6 metro de altura e pesava 80 quilos, cerca de quatro vezes mais pesado e 40 centímetros mais alto que o moderno pingüim imperador. Mas enquanto esta espécie era enorme, não é o maior pinguim já registrado. Essa honra vai para o Palaeeudyptes klekowskii, de 37 milhões de anos, que tinha impressionantes 2 metros de altura e pesava 115 kg.